# Time Enough at Last
"Time Enough at Last" is de achtste aflevering van het eerste seizoen van de Amerikaanse televisieserie The Twilight Zone. Het verhaal is gebaseerd op een kort verhaal van Lyn Venable.
"Time Enough at Last" is tegenwoordig een van de bekendste afleveringen van de serie, en is ook regelmatig geparodieerd.

## Verhaal

### Introtekst
De aflevering begint met Henry Bemis, een bankmedewerker, die probeert een rustig plekje te vinden om te kunnen lezen. Ondertussen hoort men Rod Serlings vertelstem:

Witness Mr. Henry Bemis, a charter member in the fraternity of dreamers. A bookish little man whose passion is the printed page but who is conspired against by a bank president and a wife and a world full of tongue-cluckers and the unrelenting hands of a clock. But in just a moment Mr. Bemis will enter a world without bank presidents or wives or clocks or anything else. He'll have a world all to himself, without anyone.

### Aflevering
Henry heeft het maar moeilijk. Hij houdt enorm van lezen, maar zowel zijn vrouw als zijn baas vinden lezen een verspilling van tijd. Ze bespotten hem er zelfs om.
Op een ochtend besluit Henry zich terug te trekken in de kluis van de bank waar hij werkt zodat hij ongestoord de krant kan lezen. Hierin leest hij over de dreiging van een nucleaire oorlog. Net op dat moment klinken er luide explosies en wordt de kluis wild heen en weer geschud. Henry verliest het bewustzijn. Wanneer hij weer bijkomt en de kluis verlaat, blijkt alles te zijn verwoest. Er heeft daadwerkelijk een nucleaire oorlog plaatsgevonden. Henry zat veilig in de kluis, maar voor de rest is iedereen dood.
Henry vindt al snel genoeg voedsel om het jaren uit te houden, maar het feit dat hij mogelijk de laatste mens op aarde is begint hem tot waanzin te drijven. Net als hij op het punt staat zelfmoord te plegen ziet hij de ruïnes van de bibliotheek. Hoewel het gebouw grotendeels is verwoest, zijn alle boeken nog heel. Alle boeken die hij altijd al had willen lezen, en nu is er niemand meer die hem zal storen. Henry maakt zorgvuldig een paar stapels van de boeken in de volgorde dat hij ze wil lezen in de komende jaren. Maar net als hij met het eerste boek wil beginnen valt zijn bril kapot op de grond. Verdwaasd kijkt Henry nog even naar de kapotte bril in zijn hand, maar dan slaat de depressie toe. Verdrietig en woedend tegelijk zegt hij dat dit niet eerlijk is; er was eindelijk tijd genoeg.

### Einde
De aflevering eindigt met wederom de vertelstem van Rod Serling:

The best laid plans of mice and men and Henry Bemis, the small man in the glasses who wanted nothing but time. Henry Bemis, now just a part of a smashed landscape, just a piece of the rubble, just a fragment of what man has deeded to himself. Mr. Henry Bemis in the Twilight Zone.

## Productie
"Time Enough at Last" was een van de eerste afleveringen van The Twilight Zone. De aflevering introduceerde Burgess Meredith in de serie. Hij zou later in nog meer afleveringen meespelen.
De scènes van de verwoeste bibliotheek werden zeven maanden na de rest van de aflevering opgenomen.

## Thema’s
Hoewel de hoofdzakelijke moraal van de aflevering gezien kan worden als “wees voorzichtig met wat je wenst” zitten er ook andere thema’s in, zoals eenzaamheid en de drang tot zelfmoord om aan een uitzichtloze situatie te ontsnappen. Een ander thema is hoe afhankelijk men is van een bepaald hulpmiddel om toegang te krijgen tot kennis. Henry had alle boeken die hij wilde lezen binnen handbereik, maar kon er niets meer mee toen zijn bril brak. Tegenwoordig worden veel boeken digitaal gepubliceerd, maar zonder stroom of computer kan niemand erbij.

## Impact
"Time Enough at Last" is vandaag de dag een van de bekendste afleveringen van de serie, samen met "To Serve Man". Veel media bevatten referenties naar, of parodieën op, de aflevering. Zo is in de lobby van de attractie The Twilight Zone Tower of Terror een gebroken bril te zien. De fictieve serie The Scary Door, afkomstig uit de animatieserie Futurama, bevat een parodie op de aflevering waarin de man in kwestie naast zijn bril ook zijn ogen en handen verliest zodat hij zelfs de boeken met grote letters en de boeken geschreven in braille niet meer kan lezen.

## Media
"Time Enough at Last" is in verschillende media uitgebracht. De aflevering is uitgebracht op VHS als onderdeel van een Twilight Zone collector's edition. Daarnaast is de aflevering bewerkt voor de Twilight Zone radioserie en uitgebracht als een e-boek.